# جائزة غرامي لأفضل أداء بوب منفرد
جائزة الغرامي لأفضل أداء بوب منفرد (Grammy award for best pop Solo performance) هي جائزة تقدم سنويا ضمن إطار حفل توزيع جوائز الغرامي و قد تم العمل بها بداية من النسخة الأولي من الجائزة سنة 1958.